# Scambio elettorale politico-mafioso
Lo scambio elettorale politico-mafioso è un reato del codice penale italiano, previsto dall'articolo 416 ter, inserito nel Libro Secondo, al Titolo V , Reati contro l'ordine pubblico.
Si tratta di una fattispecie di reato specifica – distinta dal fenomeno del voto di scambio – riguardante i rapporti tra organizzazioni mafiose ed altri soggetti del contesto politico.

## Storia
Il reato è stato introdotto dal D.L. 8 giugno 1992 n. 306 - convertito con modificazioni dalla legge 7 agosto 1992, n. 356 - al fine di contrastare i legami politico-mafiosi, è strettamente connesso con la fattispecie prevista dall'art. 416 bis: infatti prevedeva la pena per chi ottiene la promessa dei voti dalla criminalità organizzata (il procacciamento di voti per sé o per altri o l'ostacolo al libero esercizio del voto rientra tra i programmi dell'associazione mafiosa) in cambio della erogazione di denaro.
Tale impostazione normativa è stata a lungo oggetto di sollecitazioni propositive da parte delle associazioni impegnate nella lotta contro la criminalità organizzata ed ogni mafia, capofila tra tutte Libera fondata da Luigi Ciotti. L'impegno di tali associazioni, come di altre associazioni di giuristi e del mondo della politica democratica, ha portato alla stesura di un nuovo testo normativo che andasse a recepire le indicazioni e le istanze negli anni avanzate ed anche illustrate nella stesura di importanti sentenze della Suprema Corte di Cassazione, accolto dalle stesse con nota di merito. Il dibattito legislativo ha visto nel corso del tempo la proposizione di più bozze di modifica all'articolo 416 ter, di fatto poi sintetizzate all'interno del testo approvato in sede parlamentare, nonostante ostruzionismi e vane proteste avanzate in sede di approvazione della stessa legge in parlamento.
Il 28 gennaio 2014 il Senato della Repubblica Italiana approvò una modifica alla legge, votato positivamente da Pd, Sc, Popolari per l'Italia, M5S e Lega Nord. Si erano astenuti Fi e Ncd. La legge 17 aprile 2014 n. 62 ha pertanto novellato l'articolo 416 ter, andando a tipizzare la condotta consistente nell'accettazione della promessa di procurare voti con le modalità mafiose, o nella azione del promettere voti attraverso tali modalità, individuando quale oggetto dello scambio l'erogazione o la promessa di erogazione di denaro o di altra utilità. La pena prevista per tale reato venne fissata reclusione 4 a 10 anni.
Il parlamento italiano nel 16 aprile 2014 ha approvato un disegno di legge di riforma all'art. 416 ter, sancendo anche la punibilità della dazione di altra utilità con 4-10 anni di reclusione. Con 191 voti favorevoli, 32 contrari e 18 astenuti l'assemblea del Senato ha approvato quindi in via definitiva il ddl di riforma dell'articolo 416-ter del codice penale, in materia di scambio elettorale politico-mafioso , approvato in quarta lettura. Hanno votato a favore della riforma, sia pure con toni e considerazioni diverse Sel, Scelta civica, PI, Autonomie, Gal, Ncd, Fi, e Pd, mentre la Lega Nord si astenne, mentre votarono contro i senatori M5S.

## Analisi
La fattispecie, introdotta all'interno del nostro codice penale dal D.L. n. 306/1992, convertito con modificazioni, dalla legge 7 agosto 1992, n. 356 al fine di contrastare i legami politico-mafiosi, configura un autonomo reato strettamente connesso con quello di cui all'art. 416bis c.p. (associazioni di tipo mafioso anche straniere), in quanto contempla la pena per chi ottiene la promessa dei voti dalla criminalità organizzata in cambio della erogazione di denaro. Con la novella del 2014, si modifica il trattamento sanzionatorio, alla pena della reclusione da 4 a 10 anni. La condotta consiste nell'accettazione della promessa di procurare voti con le modalità mafiose, mentre l'oggetto dello scambio è l'erogazione o la promessa di erogazione di denaro o di altra utilità, con l'intenzione del legislatore di creare una condotta tipica a sé, quella appunto del voto di scambio. Si tratterebbe quindi di una autonoma fattispecie di reato inerente al voto di scambio, riguardante i rapporti tra organizzazioni mafiose e movimenti o partiti politici.
Nella formulazione originaria della norma, il soggetto destinatario dell'erogazione di denaro è l'associazione non i semplici elettori che daranno il loro voto perché intimiditi dal potere criminale e non perché comprati. Si tratta di una autonoma fattispecie di reato, per la quale è prevista la stessa sanzione comminata ai partecipi dell'associazione. Il testo ai sensi della legge del 1992 era:
(art. 416 ter c.p.)
Con la riforma del 2014, la formulazione dell'art. 416-ter c.p. era basata sul presupposto dell'accordo tra le due parti per il procacciamento dei voti (mediante la punibilità di chiunque accettasse consapevolmente tale procacciamento) attraverso il ricorso all'intimidazione derivante dalla consorteria mafiosa. Il primo comma del nuovo art. 416-ter c.p. prevedeva che, per la realizzazione del reato, si dovesse avere una scambio tra il procacciamento di voti e una erogazione di denaro ovvero altra utilità, mentre il secondo comma precisava che le pene si applicavano anche a chi, con le indicate modalità proprie dell'organizzazione mafiosa, procacciasse i voti. Il Senato (con 141 voti contrari e 101 favorevoli) andava quindi a respingere l'introduzione del termine "consapevolmente" in relazione al procacciamento di voti tramite contatti con esponenti della criminalità organizzata. L'oggetto dello scambio è più solo l'erogazione di denaro o altra utilità, ma anche la promessa di erogazione di denaro o di qualunque altra utilità ovvero la disponibilità a soddisfare interessi o esigenze dell'associazione mafiosa. Dal punto di vista del trattamento sanzionatorio si applicava la stessa pena prevista dall'art. 416-bis c.p., ovvero la reclusione da sette a dodici anni, pena che trovava applicazione anche a chi prometteva di procurare voti.
Secondo la nuova formulazione della riforma del 2014, testo dell'articolo art. 416 ter c.p. è il seguente:
Se il politico offre al mafioso denaro o altra utilità  in cambio di voti, avrà una pena da 4 a 10 anni. Se poi emerge che questa relazione è più strutturata e va oltre, allora si configureranno altri reati (come il concorso esterno o lo stesso 416 bis) che faranno aumentare la pena per il politico.

## Critiche
La norma è stata modificata nel corso del tempo: ad esempio le modifiche apportate dalla legge 17 aprile 2014, n. 62 hanno introdotto il concetto della perseguibilità per il conseguimento di non meglio specificata «altra utilità»; tuttavia la fattispecie di reato fu oggetto di diverse critiche nei confronti della fattispecie poiché configurava la realizzazione del delitto solo nel caso dello scambio promessa-denaro (tra l'associazione mafiosa e il politico) quando in cambio dell'"aiuto" elettorale l'organizzazione criminale avrebbe potuto ottenere una pluralità di utilità, come di fatto quasi sempre avviene: questo faceva sì che l'ambito di operatività della norma fosse scarso.

### L'opinione della magistratura
Il magistrato Nino Di Matteo, poco dopo la riforma del 2014, ha commentato in un'intervista:

### Le obiezioni del Movimento 5 Stelle
La riforma del 2014 fu parimenti criticata, soprattutto dal Movimento 5 Stelle (il quale ha espresso unanimemente la propria contrarietà in parlamento alla riduzione della pena in Senato e alla legge stessa alla Camera in terza lettura), scatenando polemiche sulla rete internet. Tra gli aspetti controversi della riforma, oltre ad essere abbassata la cornice edittale della pena (da 7 a 12 anni ridotta da 4 a 10 anni), c'era anche l'aggiunta dell'elemento della consapevolezza del soggetto (che rende necessario dimostrare il dolo, ovvero la consapevolezza del politico), per la cui eliminazione spingevano alcune forze di opposizione, tra cui Forza Italia; infine la previsione che il reato sia punibile solo quando i voti fossero procurati avvalendosi dei mezzi intimidatori tipici dell'associazione di tipo mafioso (terzo comma dell'articolo 416-bis), il che ovviamente esclude qualsiasi scambio di voto che non comporti atti di intimidazione.
Proprio per questo dopo pochi mesi la Corte di Cassazione ha ordinato un nuovo processo al politico siciliano Antonello Antinoro, condannato a sei anni di reclusione dalla Corte d'Appello. Secondo la Corte infatti la nuova formulazione approvata dal parlamento comporta che l'utilizzo del metodo mafioso debba essere parte dell'accordo politico-mafioso, rendendo perciò giuridicamente irrilevanti condotte prima sanzionate penalmente. Il fatto ha provocatole critiche del Movimento 5 Stelle che ha accusato gli altri partiti di aver volutamente creato una norma errata e ha chiesto le dimissioni del Presidente del Senato, Pietro Grasso. Quest'ultimo ha respinto le critiche, definendole "strumentali".
Si evidenzia come ante e durante campagna elettorale 2013 il M5S portava avanti la Legge Lazzati(175/2010) con un testo in integrazione della suddetta Legge. La Legge Lazzati, incardinata su un'ulteriore limitazione imposta ai sorvegliati speciali, resta di più facile e agevole applicazione. E questo ove si consideri che è la semplice violazione al divieto di "attività di propaganda elettorale" imposto che ingenera la fattispecie di una flagranza di reato, prescindendosene dalle ragioni. All'interno della stessa Legge Lazzati, viene ben definito il concetto di "attività di propaganda elettorale" che si intende vietare. La stessa condizione di applicabilità a personaggi già ampiamente noti alle forze dell'ordine, rende immediatamente tempestivo e immediato l'instaurando procedimento penale per lo stesso sorvegliato speciale e soprattutto per il politico che consapevolmente accetta il pacchetto di voti sporco ed inquinato dal metodo mafioso. All'interno del dibattimento, sarà la pubblica accusa a dover dimostrare la consapevolezza e l'accettazione cosciente del patto perverso tra il politico e il mafioso.

### Le osservazioni di Davide Mattiello
Alle contestazioni ha risposto il relatore della legge, il deputato Davide Mattiello: